# Tracheliodes foveolineatus
Tracheliodes foveolineatus  (лат.) — род песочных ос рода Tracheliodes из подсемейства Crabroninae (триба Crabronini). США (Калифорния, Орегон, Колорадо).
Охотятся на муравьёв из подсемейства долиходерины.

## Описание
Мелкие осы (около 1 см), чёрные с желтоватыми отметинами. Клипеус в центре с округлым вздутием, а на вершине с 3 зубцами. Нижнечелюстные щупики 6-члениковые. Нижнегубные щупики 3-члениковые. Бока среднегруди с эпикнемиальным килем. Усики самок 12-члениковые (у самцов состоят из 13 сегментов). Внутренние края глаз субпараллельные (без выемки). Брюшко сидячее (первый стернит брюшка полностью находится под тергитом). Переднее крыло с одной дискоидальной и тремя радиомедиальными ячейками. Гнёзда в стеблях растений
.